# 亞美尼亞飲食

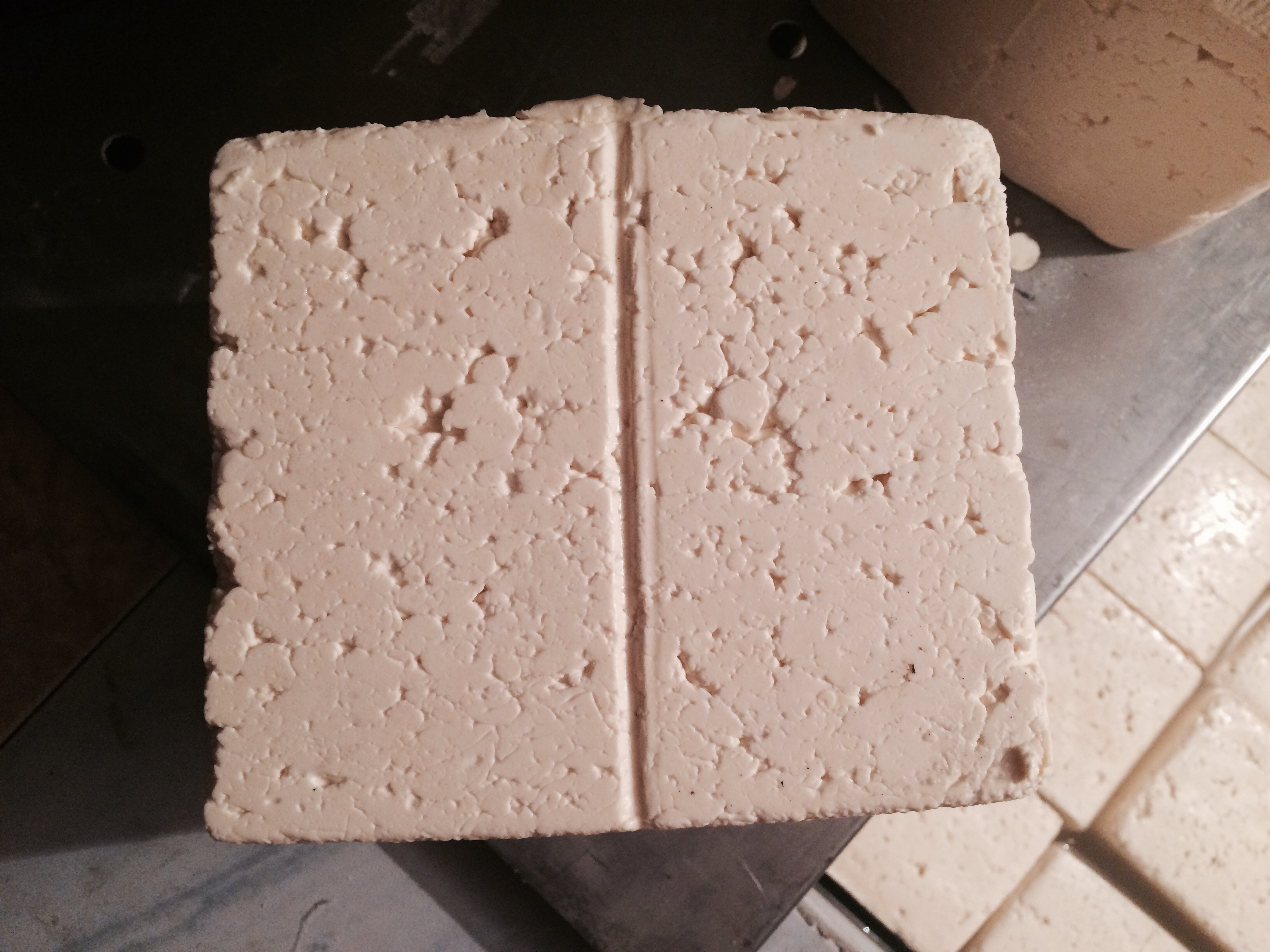
亞美尼亞起司

亞美尼亞飲食是指亞美尼亞國內及亞美尼亞人的飲食文化。亞美尼亞的飲食文化受到亞美尼亞地理環境和鄰近諸國的影響。肉、魚和蔬菜是亞美尼亞人廚房的必備食材。羊肉、茄子和麵包則是亞美尼亞飲食常用的原料。亞美尼亞的鄰國格鲁吉亚和亞塞拜然較多使用玉米和水稻，但亞美尼亞飲食則較多使用小麥。亞美尼亞飲食注重食材本身的味道和鮮度，較少使用香料。